# Bob White (Whatcha Gonna Swing Tonight?)
Bob White (Whatcha Gonna Swing Tonight?) ist ein Popsong, den Bernie Hanighen (Musik) und Johnny Mercer (Text) verfassten und 1937 veröffentlichten.

## Hintergrund
Der Mercer-Hanighen-Song Bob White (Whatcha Gonna Swing Tonight?) wurden in den Vereinigten Staaten 1937 vor allem durch die Duoaufnahme von Bing Crosby mit Connee Boswell (Decca Records) populär; auch Mildred Baileys Version (Vocalion) machte den Song bekannt.
Mercers witziger, zungenbrecherischer Song gilt als typischer Titel der Swingära. Zu den weiteren ersten Musikern, die den Song 1937 coverten, gehörten neben Johnny Mercer und seinem Orchester (Brunswick 7998) das Benny Goodman Orchestra (Victor, mit Martha Tilton, Gesang), das Casa Loma Orchestra sowie die Swing-Orchester von Gene Kardos (ARC), Woody Herman und Artie Shaw. Der Diskograf Tom Lord listet im Bereich des Jazz insgesamt 26 (Stand 2015) Coverversionen, ab 1938 u. a. von Dick Robertson, Thore Ehrling, Bob Enevoldsen und Carmen McRae. Bobby Darin und Johnny Mercer sangen Bob White 1961 im Duo; in späteren Jahren legten u. a. noch Maxine Sullivan und Dick Hyman (Live At Maybeck Recital Hall) Coverversionen des Popsongs vor. Auch Judy Garland hatte den Song in ihrem Bühnenrepertoire.